# Stopplaats Driebergen-Austerlitz
Stopplaats Driebergen-Austerlitz (geografische afkorting Dba) is een voormalige stopplaats bij Driebergen aan de Rhijnspoorweg Amsterdam-Utrecht-Arnhem. De stopplaats werd geopend op 15 mei 1933. Deze stopplaats is niet lang in gebruik geweest en werd op 15 mei 1938 weer gesloten.
De overweg is verdwenen, de weg van Driebergen naar Austerlitz wordt nu ongelijkvloers gekruist.